# 2 Camelopardalis
2 Camelopardalis, som är stjärnans Flamsteed-beteckning, är en trippelstjärna i den sydvästra delen av stjärnbilden Giraffen. Den har en kombinerad skenbar magnitud på ca 5,36 och är svagt synlig för blotta ögat där ljusföroreningar ej förekommer. Baserat på parallaxmätning inom Hipparcosuppdraget på ca 22,5 mas, beräknas den befinna sig på ett avstånd på ca 145 ljusår (ca 44 parsek) från solen. Den rör sig bort från solen med en heliocentrisk radialhastighet på ca 20 km/s.

## Egenskaper
Primärstjärnan 2 Camelopardalis A är en gul till vit stjärna i huvudserien av spektralklass A8 V. Den har en massa som är ca 2,4 gånger solens massa, en radie som är ca 2,4 gånger större än solens och en effektiv temperatur på ca 7 100 K.
2 Camelopardalis A har en följeslagare, 2 Camelopardalis B, av skenbar magnitud av 7,35. De två kretsar kring varandra i en mycket excentrisk bana med en period av 26,65 år. Längre ut finns det en andra följeslagare, 2 Camelopardalis C, av 8:e magnituden med omloppsperiod kring primärstjärnan på omkring 480 år.  Eftersom den tredje stjärnan är relativt massiv för sin magnitud, är det möjligt att den i sig själv kan vara en dubbelstjärna.